# Saint-André-de-Double
Saint-André-de-Double (okzitanisch: Sant Andrieu de Dobla) ist eine französische Gemeinde mit 168 Einwohnern (Stand: 1. Januar 2022) im Département Dordogne in der Region Nouvelle-Aquitaine; sie gehört zum Arrondissement Périgueux und zum Kanton Ribérac.

## Geografie
Saint-André-de-Double liegt etwa 29 Kilometer westsüdwestlich von Périgueux in der Landschaft Périgord. Die Nachbargemeinden von Saint-André-de-Double sind Siorac-de-Ribérac im Norden und Nordosten, Saint-Vincent-de-Connezac im Nordosten und Osten, Beauronne im Südosten, Saint-Étienne-de-Puycorbier im Süden, Saint-Michel-de-Double im Süden und Südwesten sowie La Jemaye-Ponteyraud im Westen und Nordwesten.

## Bevölkerungsentwicklung
| Jahr                       | 1962 | 1968 | 1975 | 1982 | 1990 | 1999 | 2006 | 2019 |
| Einwohner                  | 283  | 218  | 196  | 178  | 176  | 147  | 154  | 179  |
| Quellen: Cassini und INSEE |      |      |      |      |      |      |      |      |

## Sehenswürdigkeiten
- Kirche Saint-André aus dem 13./14. Jahrhundert, seit 1983 als Monument historique eingeschrieben

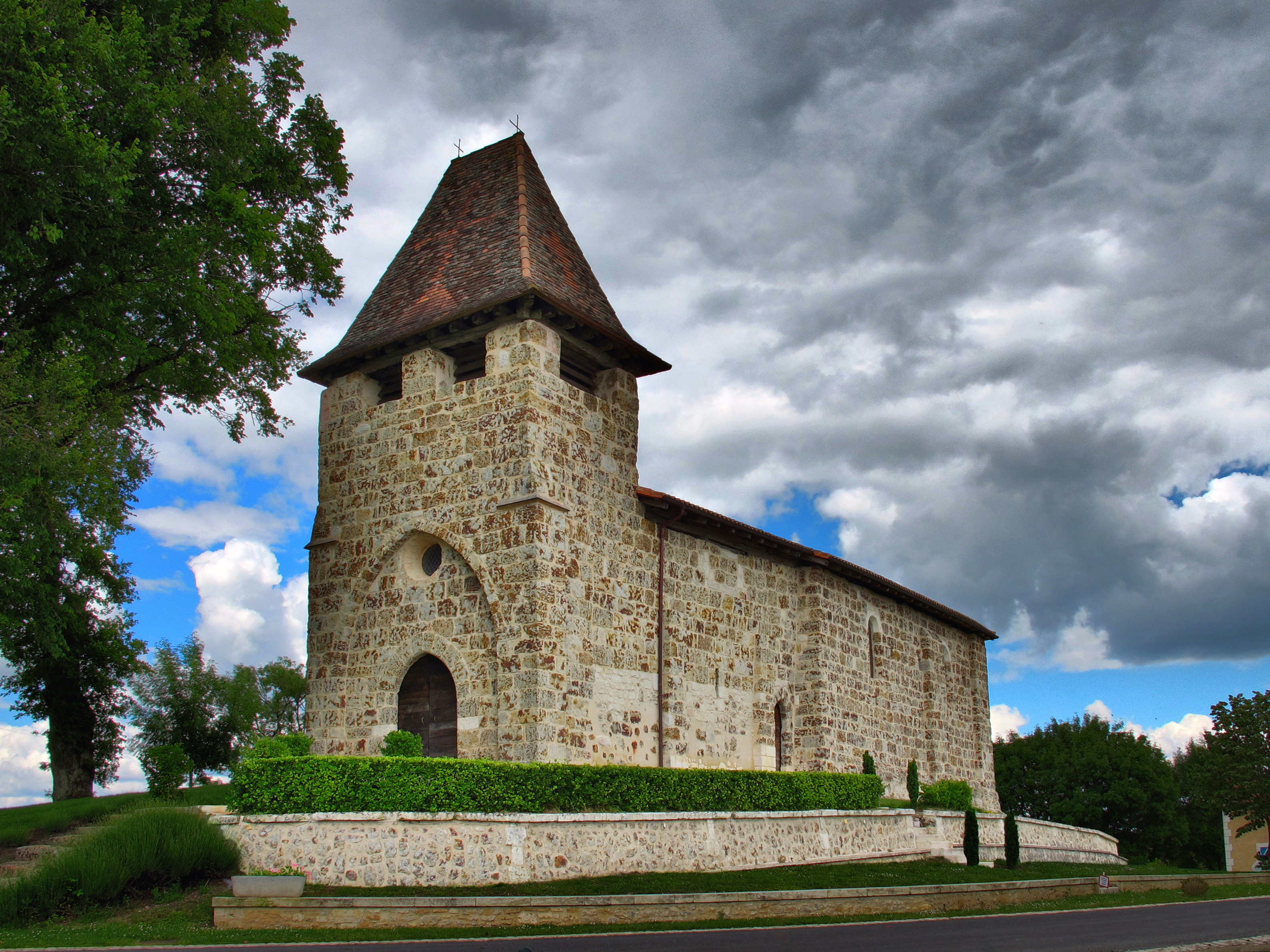
Kirche Saint-André
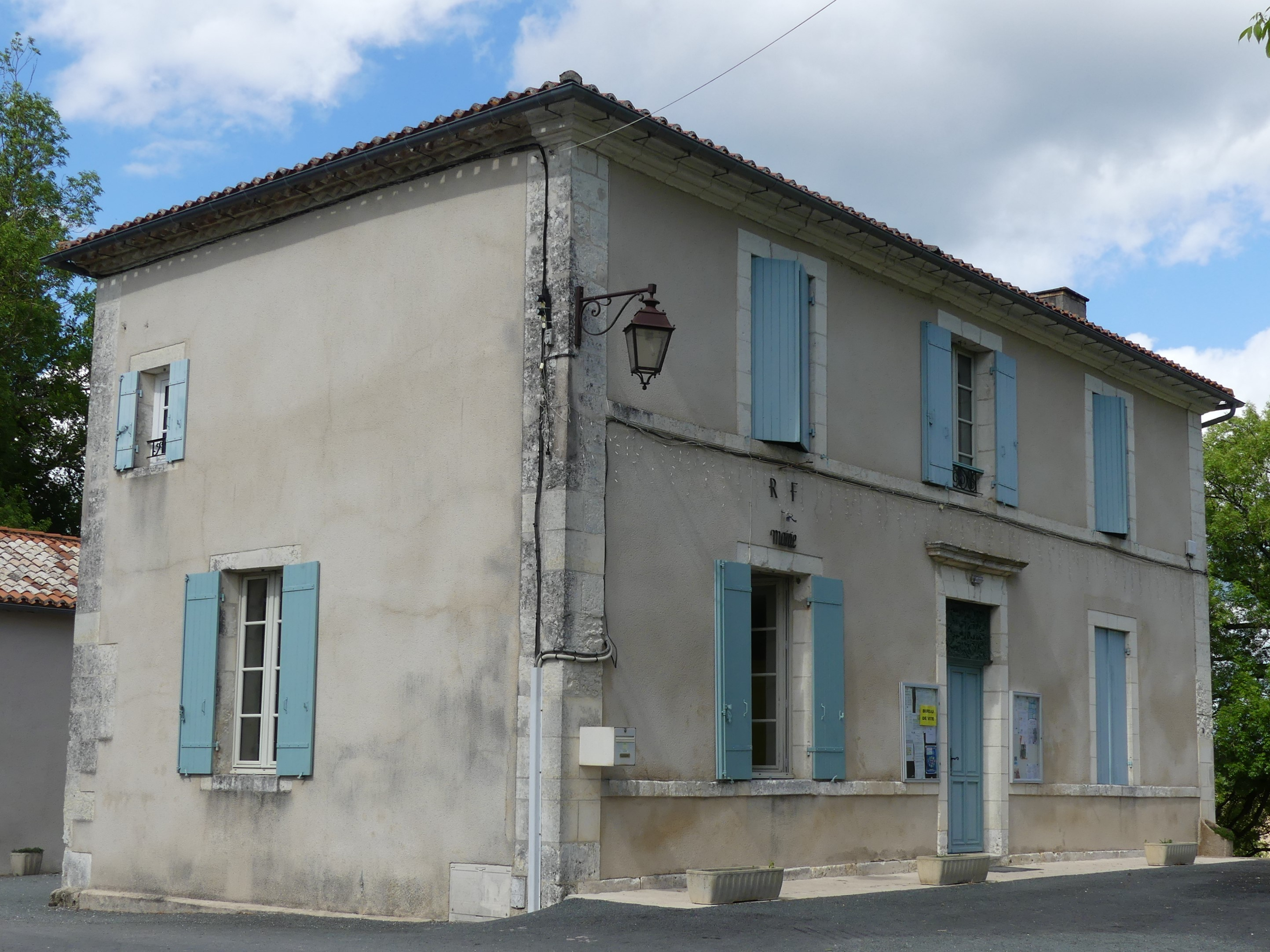
Bürgermeisteramt (Mairie)